# Koivusaaret (ö i Norra Savolax, Norra Savolax, lat 63,57, long 26,99)
Koivusaaret är en ö i Finland. Den ligger i sjön Haapajärvi och i kommunen Idensalmi i den ekonomiska regionen  Övre Savolax ekonomiska region  och landskapet Norra Savolax, i den centrala delen av landet, 400 km norr om huvudstaden Helsingfors. Öns area är 5,2 hektar och dess största längd är 350 meter i nord-sydlig riktning.  Notera att namnet antyder att det är fråga om flera öar.